# Nielle
Die Nielle ist ein kleinerer rechter Nebenfluss des Orbieu in Frankreich, der im Département Aude in der Region Okzitanien verläuft. 

## Flusslauf
Die Nielle entspringt unter dem Namen Razès im südöstlichen Gemeindegebiet von Talairan, an der Nordflanke des Mont Sauvel, im regionalen Naturpark Corbières-Fenouillèdes, entwässert generell Richtung Norden und mündet nach rund 15 Kilometern im Gemeindegebiet von Fabrezan rechtsseitig in den Orbieu.

## Orte entlang dem Flusslauf
(Reihenfolge in Fließrichtung)
- Métairie du Razès, Gemeinde Talairan
- Verdoul, Gemeinde Jonquières
- Salles, Gemeinde Saint-Laurent-de-la-Cabrerisse
- Saint-Laurent-de-la-Cabrerisse
- Montplaisir, Gemeinde Fabrezan
- Fabrezan